# Love Triumphs
Love Triumphs è un cortometraggio muto del 1914 diretto e interpretato da Harry Myers.

## Produzione
Il film fu prodotto dalla Lubin Manufacturing Company.

## Distribuzione
Distribuito dalla General Film Company, il film - un cortometraggio di una bobina - venne distribuito nelle sale USA il 6 novembre 1914.